# Knuckle Puck
Knuckle Puck (pronunciación: Kna-kl-pôk) es una banda de  Emo estadounidense de los suburbios del sur de Chicago, Illinois. El grupo comenzó como una banda de covers, antes de empezar a escribir canciones en abril de 2011. Después de esto, lanzaron una serie de EP, uno de los cuales, While I Stay Secluded (2014), alcanzó el puesto número 5 en la lista de los álbumes Heatseekers. La banda lanzó un EP compartido con la banda de Reino Unido Neck Deep. El grupo firmó con Rise Records diciembre de 2014 y lanzó su álbum debut, Copacetic, en julio de 2015.

## Historia

### Formación y primeras publicaciones
Knuckle Puck comenzó haciendo covers en el otoño de 2010 in the outskirts of Chicago, en las afueras de Chicago. La banda obtuvo su nombre de una camiseta de Stick to Your Guns que decía "Knuckle Puck Crew". La banda estaba formada por el vocalista Joe Taylor, el guitarrista Kevin Maida y el baterista John Siorek. el grupo comenzó a escribir canciones propias en abril de 2011 con la adición del guitarrista Nick Casasanto. el grupo tenía amigos que coperaban en el bajo. en julio, la banda tocó su primer show. en octubre, la banda lanzó un EP homónimo, lo que fue seguido por el Acústic EP en marzo de 2012. en octubre, la banda lanzó el Don't Come Home EP. la banda fue Co-cabeza de gira de Seaway desde finales de mayo hasta principios de junio de 2013. En agosto, la banda auto-lanzado el EP The Weight That You Buried. En febrero de 2014 Bad Timing records y Hopeless Records publicaron un EP compartido que contó con dos canciones de Knuckle Puck y dos de Neck Deep. Ambas bandas tuvieron una gira juntos (al lado de Light Years) desde finales de febrero hasta principios de abril. En la primavera, de incorpora a la banda el bajista Ryan Rumchaks. Entre mayo y junio, la banda hace de soporte a Man Overboard en su The Heart Attack Tour junto a Transit, y  Forever Came Calling. 
Un video musical fue lanzado para la canción "No Good" en junio.  el video fue dirigido por Eric Teti. A finales de julio, se anunció que la banda estaba grabando, y, a principios de agosto, la banda terminó de grabar su próximo lanzamiento. Knuckle Puck fue soporte de Senses Fail en su "on their Let It Enfold You 10th anniversary tour" desde finales de agosto hasta principios de octubre de 2014. a principios de septiembre, la banda dio a conocer un "flexi que contiene las canciones "7 Oak Street"y "Home Alone" , el primero de los cuales fue pensado para el lanzamiento de su próximo EP. el flexi fue puesto en libertad por un mal momento. el 16 de octubre de 2014, "Bedford Falls" estaba disponible para la reproducción gratuita en internet.  el 23 de octubre, el While I Stay Secluded EP se puso a disposición para la reproducción en internet y el 28 de octubre, fue publicada por un Bad timing. el EP había alcanzado su punto máximo en el número 5 en los álbumes Heatseekers en los EE.UU. el guitarrista Kevin Maida reveló que la banda "con firmeza y confianza" considera ese EP su mejor trabajo hasta la fecha.  el 31 de octubre, la banda dio a conocer un video musical de "Oak Street". En noviembre y diciembre, la banda fue soporte de Modern Baseball en su gira de otoño.

### Rise Records y Copacetic (2014-presente)
En noviembre de 2014, el álbum de compilaciones de varios artistas, Punk Goes Pop 6, fue publicado, y contó con un cover de Knucle Puck la canción "Chocolate" de The 1975 . El 22 de diciembre de 2014, Knuckle Puck firmó en Rise Records y planificó el lanzamiento de su álbum debut de larga duración en 2015. Maida dijo que Rise sería "un nuevo generoso hogar" para ellos y les ayudaría a evolucionar. a lo largo de enero y febrero de 2015, la banda hizo porte de Neck Deep de su The Intercontinental Championships Tour. a finales de febrero, la banda anunció que habían empezado a grabar su álbum debut y a principios de abril, ellos lo habían terminado. el grupo se unió a The Maine en su The American Candy Spring 2015 Tour, como acto de soporte, a lo largo de abril y de mayo. el 11 de junio, el álbum debut de la banda, Copacetic, fue anunció. la cubierta del álbum y las pistas fueron reveladas. el 19 de junio, un video musical fue lanzado para "Disdain". el 30 de junio, "True Contrite" se puso a disposición en internet. la banda tocó en la edición 2015 del Warped tour. el 14 de julio, "Pretense" se puso a disposición en internet. el 23 de julio , el álbum se puso a disposición en internet. Copacetic fue lanzado el 31 de julio la banda fue soporte State Champs en su gira europea en septiembre y octubre. la banda recorrió los EE. UU. en octubre y noviembre, con el apoyo de Seaway, Head North y Sorority Noise.

## Estilo
El sonido de Knuckle Puck ha sido descrito por el biógrafo de Allmusic, James Christopher Monger, como una "mezcla melódica de rock punk y emo de la vieja escuela", en comparación con los gustos de The Wonder Years, The Story So Far, y Rise Against. Copacetic ha sido descrito como emo y el pop punk. Timoteo Monger de Allmusic señaló el sonido del álbum como desde el emo y hasta el pop punk más lento y, más contemplativo. Troy L. Smith de Cleveland.com observó que las personas que les gustaba los álbumes pop punk de la década de 2000 como los de Simple plan No Pads, No Helmets... Just Balls (2002) y New Found Glory Sticks and Stones (2002) disfrutaría Copacetic.

## Proyectos secundarios
Rumchaks publicó un EP en solitario, Décades, en julio de 2013. Rumchaks toca la guitarra y canta coros en Oak Lawn, Illinois en una banda llamada Homesafe, junto con el vocalista / bajista y el batería Tyler Albertson Eman Duran. Se han publicado dos EP , Homesafe (2014) y Inside Your Head (2015), y una sola, "Nothing to Lose".
Taylor y Rumchaks se unieron con el vocalista de Real Friends 'Dan Lambton para formar Rationale. Taylor toca la guitarra y voz, Rumchaks toca la batería, y Lambton en guitarra y voz. "Hangnail" se puso a disposición en internet en diciembre de 2015, y su primer EP Confines poco después.
John Siorek ha tocado la batería de la banda William Bonney.

## Elogios
Knuckle Puck fue incluido en la lista de Alternative Press "12 Bandas que usted necesita conocer" de 2014. La banda fue incluida en "Los artistas a observar en 2014" de Idobi.
La banda fue candidata a banda revelación en los premios de Alternative Press de 2015.
Knuckle Puck fue nominada para Álbum del año y Mejor banda revelación en los Alternative Press Music Awards 2016.

## Discografía
Anexo:Discografía de Knuckle Puck
Álbum de estudio
- Copacetic (2015)
- Shapeshifter (2017)
- 20/20 (2020)
- Losing What We Love (2023)

EP
- Knuckle Puck (2011)
- Acoustics (2012)
- Don't Come Home (2012)
- The Weight That You Buried (2013)
- Neck Deep/Knuckle Puck (2014)
- While I Stay Secluded (2014)

## Videografía
| Año  | Canción          | Álbum                      |
| ---- | ---------------- | -------------------------- |
| 2014 | "No Good"        | The Weight That You Buried |
| 2014 | "Oak Street"     | While I Stay Secluded      |
| 2015 | "Disdain"        | Copacetic                  |
| 2015 | "True Contrite"  | Copacetic                  |
| 2016 | "Pretense"       | Copacetic                  |
| 2016 | "Evergreen"      | Copacetic                  |
| 2017 | "Double Helix"   | Shapeshifter               |
| 2017 | "Gone"           | Shapeshifter               |
| 2018 | "Want Me Around" | Shapeshifter               |

## Miembros
- Joe Taylor - Voz (2010–presente)
- Nick Casasanto  - Voz y guitarra rítmica (2010–presente)
- Kevin Maida  - Guitarra líder (2010–presente)
- Ryan Rumchaks - Bajo y coros (2012–presente)
- John Siorek  - Batería (2011–presente)